# Dekanat Esslingen-Nürtingen
Das Dekanat Esslingen-Nürtingen ist eines von 25 Dekanaten in der römisch-katholischen Diözese Rottenburg-Stuttgart. Der Dekanatssitz befindet sich in Esslingen am Neckar.

## Geschichte
1947 wurde das Dekanat Esslingen aus dem ehemaligen Dekanat Neuhausen gegründet. Das Dekanat war überwiegend protestantisch geprägt und hatte eine geringe Katholikendichte. Durch den Zuzug der Flüchtlinge aus den ehemaligen deutschen Ostgebieten wuchs die Katholikenzahl stark an. So kamen 1967 Bad Urach und Metzingen zum Dekanat Reutlingen. 1968 wurde das Dekanat Nürtingen abgespalten.
Das Dekanat Esslingen-Nürtingen wurde fast 40 Jahre später 2006 aus den Dekanaten Esslingen und Nürtingen neugegründet, ist eine Körperschaft des öffentlichen Rechts und umfasst das Gebiet des Landkreises Esslingen.

## Gliederung

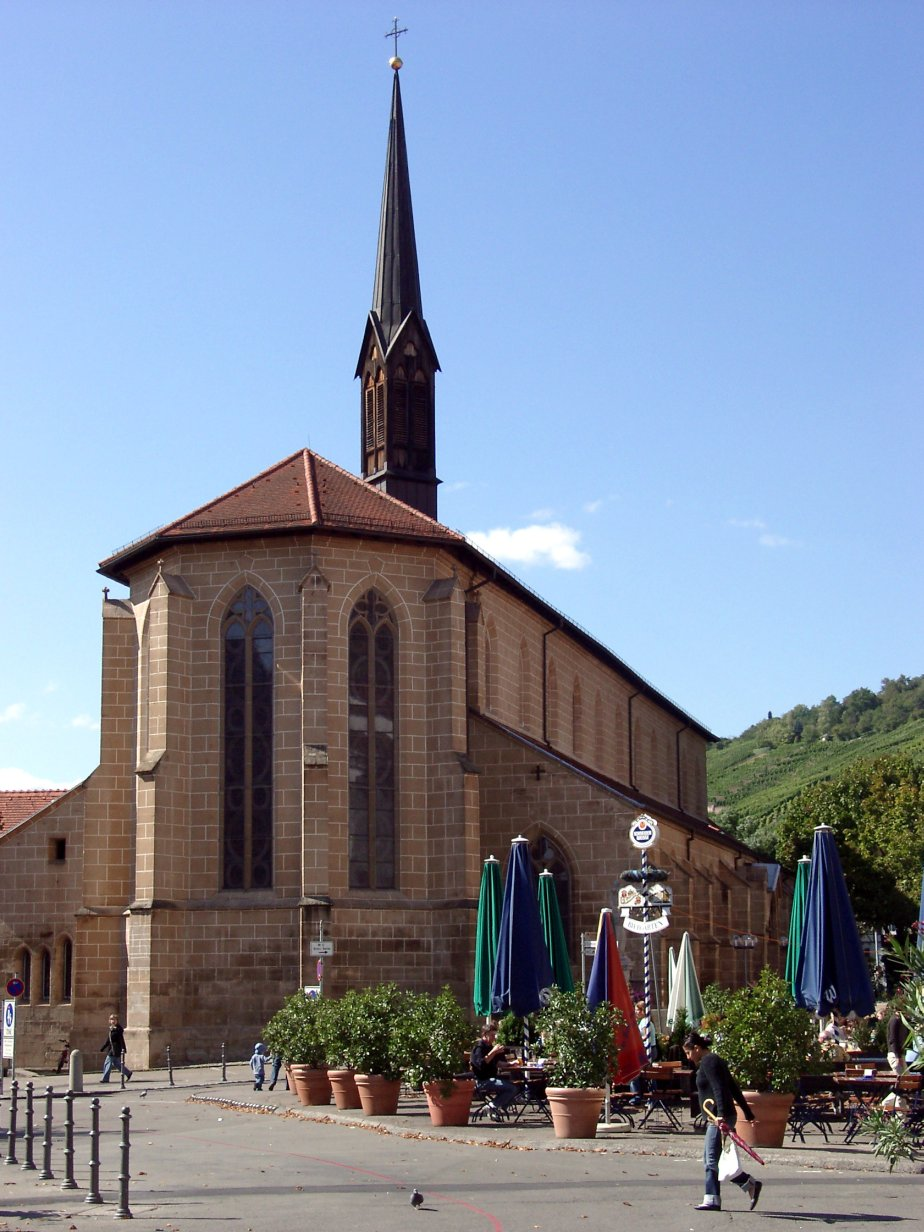
Das Münster St. Paul in Esslingen am Neckar ist die älteste Kirche des Dekanats

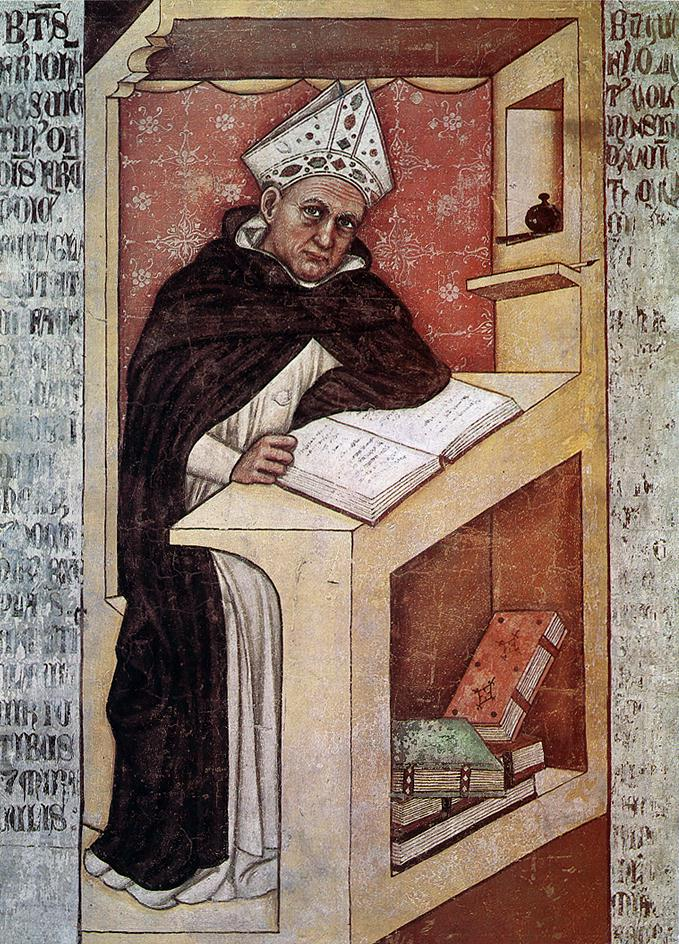
Patron des Dekanats Albertus Magnus, Fresko (1352) in Treviso, Italien

Die Leitung des Dekanats liegt beim Dekanatsrat, der aus Vertretern aller Seelsorgeeinheiten und verschiedener Verbände sowie dem Dekan, seinem Stellvertreter, dem Geschäftsführer und Rechnungsführer besteht. Außerdem gibt es noch einen Geschäftsführenden Ausschuss, der den Dekanatsrat vertritt und die laufenden Aufgaben wahrnimmt.
Das Dekanat teilt sich in 14 Seelsorgeeinheiten. Seelsorgeeinheiten sind Zusammenschlüsse von mehreren Kirchengemeinden, die sich sowohl Personal als auch Aufgaben teilen.
- Seelsorgeeinheit 1: Leinfelden-Echterdingen
(Gemeinden: St. Petrus und Paulus, Leinfelden (mit Leinfelden-Musberg), St. Raphael, Echterdingen (mit Echterdingen-Stetten) )
- Seelsorgeeinheit 2: Filderstadt
(Gemeinden: St. Stephanus, Filderstadt-Bernhausen (mit Sielmingen), Zu Unserer Lieben Frau, Filderstadt-Bonlanden (mit Plattenhardt), Kroatische Gemeinde Kraljica Mira )
- Seelsorgeeinheit 3: Neckar-Fils
(Gemeinden: Heilig Kreuz, Altbach (mit Deizisau), St. Michael, Reichenbach an der Fils (mit Hochdorf und Lichtenwald), St. Konrad, Plochingen )
- Seelsorgeeinheit 4: Baltmannsweiler-Aichwald
(Gemeinden: Mariä Himmelfahrt, Baltmannsweiler mit Hohengehren, Aichschieß, Aichelberg, Krummenhardt, Lobenrot, Schanbach)
- Seelsorgeeinheit 5: Wernau (Neckar)
(Gemeinden: St. Erasmus, Wernau, St. Magnus, Wernau, Italienische Gemeinde, San Francesco di Assisi )
- Seelsorgeeinheit 6: Nellingen
(Gemeinden:Zur Heiligsten Dreifaltigkeit, Ostfildern-Nellingen mit Scharnhausen, Scharnhauser Park, Parksiedlung)
- Seelsorgeeinheit 7: Neuhausen/Denkendorf
(Gemeinden: St. Johann Baptist, Denkendorf, St. Petrus und Paulus, Neuhausen )
- Seelsorgeeinheit 8: Esslingen
(Gemeinden: St. Paul, Esslingen-Mitte (mit Sulzgries), St. Josef, Esslingen-Hohenkreuz, Maria Hilfe der Christen, Esslingen-Mettingen, St. Elisabeth, Esslingen-Pliensauvorstadt, St. Albertus Magnus, Esslingen-Oberesslingen (mit Sirnau), St. Maria Schmerzhafte Mutter, Esslingen-Berkheim, Zur Heiligsten Dreifaltigkeit, Esslingen-Zel, St. Augustinus, Esslingen-Zollberg, Italienische Gemeinde San Antonio di Padova, Esslingen, Kroatische Gemeinde Blaženi Alojzije Stepinac, Esslingen )
- Seelsorgeeinheit 9: Neckar-Aich
(Gemeinden: Maria, Hilfe der Christen, Aichtal-Grötzingen (mit Aich, Neuenhaus, Schlaitdorf, Filderstadt-Harthausen),
 St. Paulus, Neckartenzlingen (mit Altdorf, Altenriet, Bempflingen, Kleinbettlingen, Neckartailfingen) )
- Seelsorgeeinheit 10: Guter Hirte - Kolumban
(Gemeinden: St. Kolumban, Wendlingen-Unterboihingen (mit Oberboihingen), Zum Guten Hirten, Köngen und Unterensingen )
- Seelsorgeeinheit 11: Jakobsbrunnen Nürtingen
(Gemeinden: St. Johannes Evangelist, Nürtingen (mit Neckarhausen, Hardt, Reudern, Zizishausen, Oberensingen und Wolfschlugen), Italienische Gemeinde San Martino, Nürtingen, Kroatische Gemeinde Blaženi Ivan Merz, Nürtingen )
- Seelsorgeeinheit 12: Hohenneuffen
(Gemeinden: St. Nikolaus von Flüe, Frickenhausen (mit Linsenhofen, Tischardt, Großbettlingen, Nürtingen-Raidwangen), St. Michael, Neuffen (mit Kappishäusern, Beuren, Balzholz, Kohlberg) )
- Seelsorgeeinheit 13: Kirchheim unter Teck
(Gemeinden: St. Ulrich, Kirchheim unter Teck (mit Ötlingen, Notzingen, Ohmden, Schlierbach), Maria Königin, Kirchheim unter Teck (mit Jesingen, Nabern, Bissingen, Dettingen), Italienische Gemeinde San Marco Evangelista, Kirchheim unter Teck, Kroatische Gemeinde Sveti Nikola Tavelić, Kirchheim unter Teck )
- Seelsorgeeinheit 14: Weilheim-Lenningen
(Gemeinden:Mariä Himmelfahrt, Lenningen-Oberlenningen (mit Gutenberg, Schlattstall, Schopfloch, Unterlenningen, Brucken, Hochwang, Erkenbrechtsweiler), St. Franziskus, Weilheim an der Teck (mit Hepsisau, Aichelberg, Bissingen-Ochsenwang, Holzmaden, Neidlingen, Zell unter Aichelberg) )

## Einrichtungen
Das Dekanat unterhält folgende Einrichtungen und Abteilungen
- Familienpflege
- Familienpastoral
- BDKJ-Katholisches Jugendreferat
- Katholische Erwachsenenbildung keb
- Seelsorge für Familien mit behinderten Kindern
- Dekanatskirchenmusik
- Forum Katholische Seniorenarbeit

## Dekanatspatron
Der Patron des Dekanats Esslingen-Nürtingen ist der Heilige Albertus Magnus, welcher 1268 die älteste Kirche des Dekanats, das Münster St. Paul in Esslingen, weihte.